# Shop till You Drop Dead
Shop till You Drop Dead (рус. Армия тьмы: Ходи в магазин, пока не помрёшь) — комикс серии Army of Darkness, хронологически продолжающий события комикса Ashes 2 Ashes и являющийся прологом к Army of Darkness vs. Re-Animator. Состоит из четырёх частей, выпущенных издательствами Dynamite Entertainment и Devil’s Due Publishing в январе-июле 2005 года.

## Создатели
- Сценарий — Джеймс Кухорич (англ. James Kuhoric).
- Карандаш #1-2,4 — Ник Брэдшоу (англ. Nick Bradshow); карандаш #3 — Сэнфорд Грин (англ. Sanford Greene)
- Цвет #1 — Этьен Сен-Лоран (англ. Etienne St-Laurent); цвет #2 — Джим Шаралампидис (англ. Jim Charalampidis); цвет #3-4 — Скотт Кестер (англ. Scott Kester);
- Шрифты #1-2 — Джош Джонсон (англ. Josh Johnson); шрифты #3-4 — Билл Тортолини (англ. Bill Tortolini)

## Содержание выпусков

### #1 (январь 2005 года)
После сражения со злом в египетской пустыне Эш продолжает работать в детройтском магазине S-Mart, куда он устраивает и свою девушку из средних веков Шейлу, что вызывает ревность у другой сослуживицы Эша – Минди. Начальство между тем отчитывает Эша за погром, устроенный им в ходе уничтожения проникшего в магазин дедайта, после чего выясняется, что в ближайшее время Эш будет работать бесплатно. В довершение проблем из-за Некрономикона, оставленного Эшем в пустыне и каким-то образом проследовавшего за ним в Мичиган, посетители S-Mart превращаются в толпу дедайтов. Спасаясь от нежити, Эш и двое его коллег, Бак и Лефти, решают укрыться в подвале магазина.

### #2 (февраль 2005 года)
По дороге в подвал Эш вооружается снятой с витрины бензопилой Sapmaster 3000, которой впоследствии отпиливает руку Лефти, когда в неё вселяется демон. На отрезанную кисть товарища Эш по обыкновению прикрепляет очередную пилу. В ходе борьбы с дедайтами разбивается зеркало, из осколков которого вылезают уменьшенные копии Эша и Минди. Связав всю троицу (по аналогии с событиями фильма Армия тьмы), лилипуты забираются в желудки Бака и Лефти. Разделение Лефти надвое Эшу удаётся предотвратить, вовремя отпилив выросшую из плеча Лефти голову его антипода. Лилупутов из Бака «достают», накормив того слабительным. Добравшись до двери в подвал, Эш слышит из-за неё голос Шейлы, зовущей на помощь. Впрочем Шейла и Минди (как и начальник Эша Смарт, который привёз Некрономикон с собой из отпуска в Египте) оказываются дедайтами. С помощью Некрономикона они открывают пространственно-временной портал, куда и проваливается Эш.           

### #3 (июнь 2005 года)
Портал переносит Эша в 2501 год, в город под названием Дека Сити 1, где он подвергается нападению мутантов. Эша случайно спасают люди в противогазах под командованием некой Врен Грей, которые называют мутантов деданами (англ. deaduns), после чего его отправляют в лабораторию доктора Сагиттариуса фон Кадиллака III. Сагиттариус рассказывает, что единственный шанс вернуть Эша обратно – найти некую «программу Некрономикон», храняющуюся в кишащих деданами подземельях под городом. Вручив Эшу защитный костюм и усовершенствоваванную кибер-механическую стреляющую кисть, Сагиттариус сообщает, что программа защищена особым паролем (kla2 ver@a nik2), который необходимо в точности ввести в компьютер  во избежание срабатывания защитных систем. Найдя компьютер, Эш вводит пароль неправильно и оказывается втянутым в виртуальную реальность, где встречается с новой кибер-армией тьмы под командованием Цифрового Эша.

### #4 (июль 2005 года)
Эшу удаётся заполучить программу и выбраться из виртуальной реальности, после чего его спасает отряд всё той же Врен. Вернувшись в город, атакуемый собравшейся после неверного ввода пароля трёхмиллионной армией деданов, Эш передаёт программу Сагиттариусу. Сознавая, что силы неравны, Эш предлагает отправить его обратно во времени, чтобы избавиться от зла в прошлом и тем самым спасти будущее. Отправив Эша в его время, программа также предлагает Сагиттариусу отправить вслед за ним армию тьмы, и тот соглашается. Вернувшись в разгромленный детройтский S-Mart, Эш начинает битву с дедайтами, включая киборгизированных Бака, Лефти и Минди. Поднявшись в офис начальства, Эш встречает там одержимых Смарта и Шейлу, которую ему удаётся обратить обратно в человека. Одолев Смарта с помощью Шейлы, Эш засовывает в Некрономикон принадлежавшую Баку фляжку с алкоголем и взрывает книгу из обреза, наконец уничтожив её. Однако после этого в городе объявляется видеоигра «Рассвет дедайтов», символизируя, что Цифровой Эш всё ещё не повержен.        